# Занадворов, Владислав Леонидович
Владислав Леонидович Занадворов (15 [28] сентября 1914, Пермь — 28 ноября 1942, хут. Русаков, Ростовская область) — советский писатель и поэт.

## Биография
Родился в Перми 15 (28) сентября 1914 в семье инженера-строителя Леонида Петровича и учительницы Екатерины Павловны. Крещён через несколько дней по святцам, имя получил в честь короля Сербии Стефана Владислава I, который первым открыл в своей стране месторождения серебра. Также имел младшего брата Виктора, сестру Татьяну и старшего брата Германа (также писателя).
С детства мечтал стать геологом-искателем. Окончил школу с геологическим уклоном, поступил в геологоразведочный техникум, но не окончил его и перевёлся в Ленинград, где работал в геолого-разведочном управлении. Бывал в экспедициях на Кольском полуострове, на Крайнем Севере, за Полярным кругом, в Казахстане. В 1935 году поступил на геологический факультет Свердловского университета, затем перевелся в Пермь. Окончил Пермский университет с отличием и правом поступления в аспирантуру при Геологической академии, но продолжил работать геологом-практиком, перебрался в город Верх-Нейвинский.
Друзьям-геологам посвящены первые стихи и рассказы Владислава Занадворова. Впервые он выступил в печати со стихами в журнале «Штурм» в 1932 году. Стал автором цикла стихов «Кизел», поэмы «Путь инженера» и повести «Медные горы». Входил в группу «Резец», издавался в альманахах «Уральский современник» и «Прикамье». В своём творчестве воспевал мужество первопроходцев, геологов и строителей. Стихи отмечены суровостью и точностью деталей.
В феврале 1942 года Владислав, несмотря на предложения перейти работать на завод, ушёл в армию. Служил в 47-й гвардейской стрелковой дивизии, 510-м стрелковом полку, командовал миномётным взводом. Сражался в Сталинградской битве. Писал регулярно друзьям и жене письма. Согласно извещению от старшины Шаурова, погиб 27 ноября 1942 в 10 часов вечера в хуторе Русаков Чернышевского района Ростовской области (по другим данным, 28 ноября). Похоронен в братской могиле в станице Советская.
После смерти осталась его супруга Екатерина Павловна и маленький сын Юрий (родился 15 сентября 1940).

## Библиография

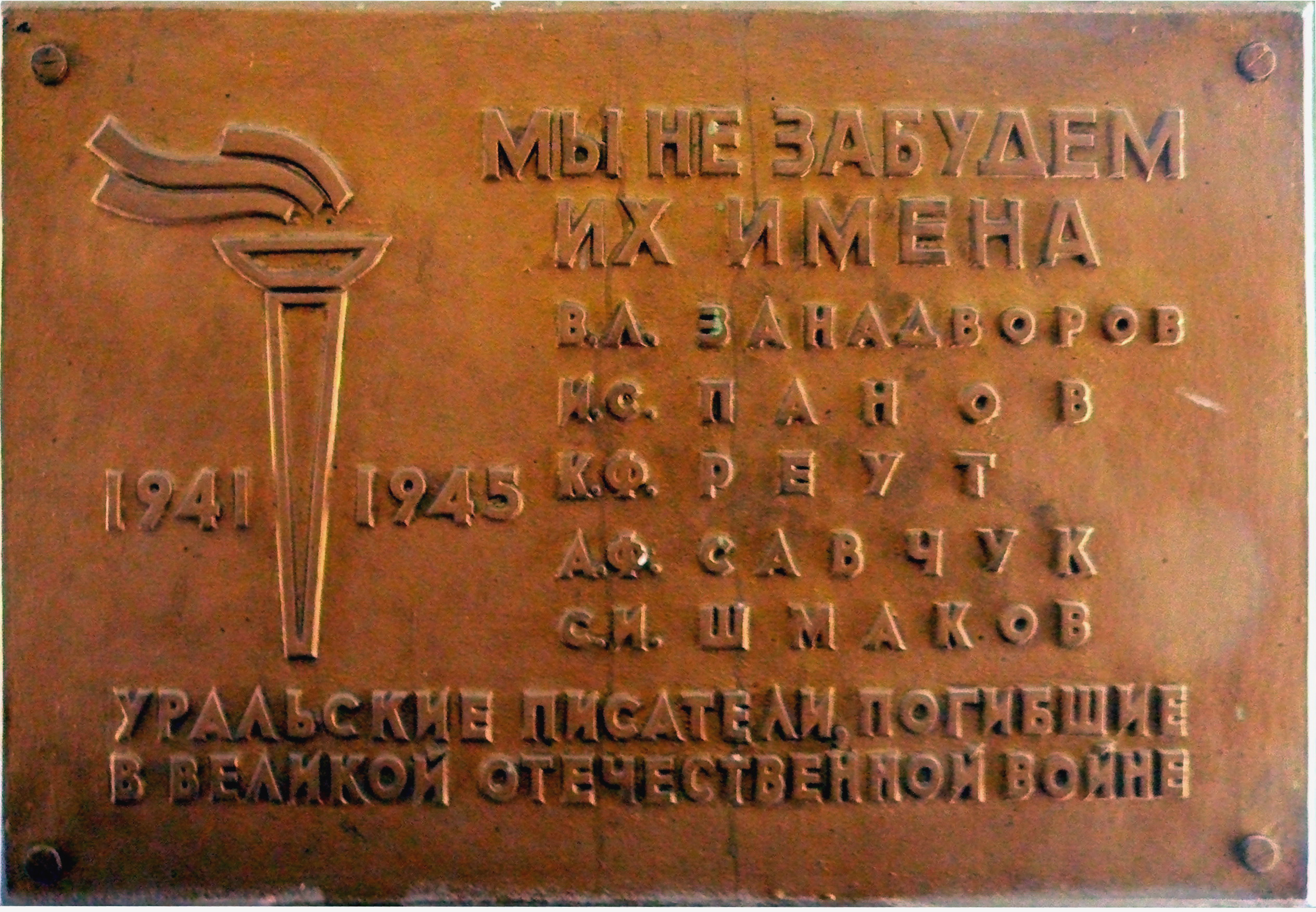
Мемориальная доска в г. Екатеринбург. Дом писателя. Ул. Пушкина д.12

### Прижизненная
- Медная гора (1936)
- Простор (1941)

### Посмертная
- Походные огни (1945)
- Преданность (1946)
- Избранные стихи и рассказы (1953)
- Ветер мужества (1953)